# Draba nivalis
Draba nivalis — вид трав'янистих рослин родини капустяні (Brassicaceae). Етимологія: лат. nivalis — «сніжний».

## Опис
Багаторічник 3–10 см заввишки. Стебла нерозгалужені, сиво-запушені, 0.2–0.8(1.2) дм, як правило, безлисті. Прикореневі листки від оберненоланцетних до оберненояйцевидих, 0.2–0.9(1.5) см × 1–3(5) мм, поля цілі, поверхні зазвичай запушені. Китиці 3–9(11)-квіткові. Квіти: чашолистки яйцеподібні, 1.5–2 мм, запушені; пелюстки білі, від лопатчатих до оберненоланцетних, 2–3.5 × 0.8–1.4 мм; пиляки яйцеподібні, 0.2–0.3 мм. Плоди від еліптичних до вузько довгасто-еліптичних, сплющені, 3.5–9 × 1.5–2.2 мм. Насіння яйцеподібне, 0.6–1 × 0.5–0.6 мм. 2n = 16.

## Поширення
Азія (Далекий Схід Росії, пн. Сибір); Європа: Фінляндія, Ісландія, Норвегія (у т.ч. Шпіцберген), Швеція, Фарерські острови; Північна Америка: Гренландія, Канада, Аляска (США). Населяє виходи гірських порід, луки, відкриті тундри, струмків, гра́війні пляжі, узбіччя.